# Městečko (Chotýšany)
Městečko je malá vesnice, část obce Chotýšany v okrese Benešov ve Středočeském kraji. Nachází se asi 1,5 km jižně od Chotýšan. V roce 2009 zde bylo evidováno 41 adres. Osadou protéká říčka Chotýšanka, která je levostranným přítokem řeky Blanice.
Městečko leží v katastrálním území Městečko u Chotýšan o rozloze 7,27 km².

## Historie
První písemná zmínka o vesnici pochází z roku 1411.

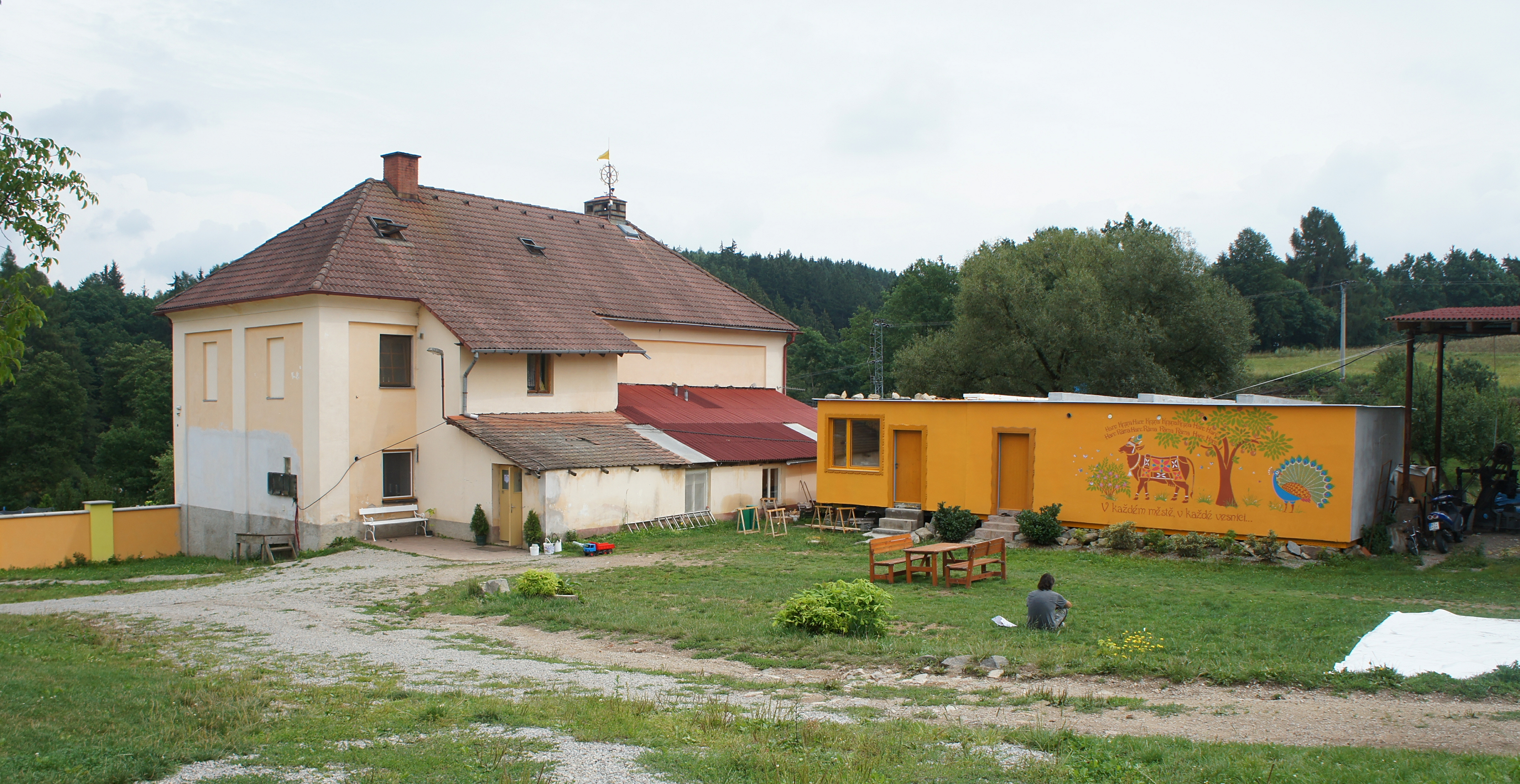
Krišnův dvůr

Východně od vsi, u říčky Chotýšanky a silnice II/112, pod hrází rybníka Smikov, se nachází chatová osada Slunečná, založená kolem roku 1970. Další chatová osada Albatros, jejíž počátky sahají do trampského období v roce 1935, je umístěna v údolí Chotýšanky západně od vesnice. Poblíž Albatrosu, na úplném západním okraji katastru Městečka, stojí samota tvořená hospodářským dvorem Lhotka. Ten byl po sametové revoluci restituován ve zdevastovaném stavu, od roku 1990 jej využívá komunita hnutí Haré Kršna. Ta objekt opravila a v její správě funguje jako Farma Krišnův dvůr zaměřená na ekologické zemědělství.

## Další fotografie

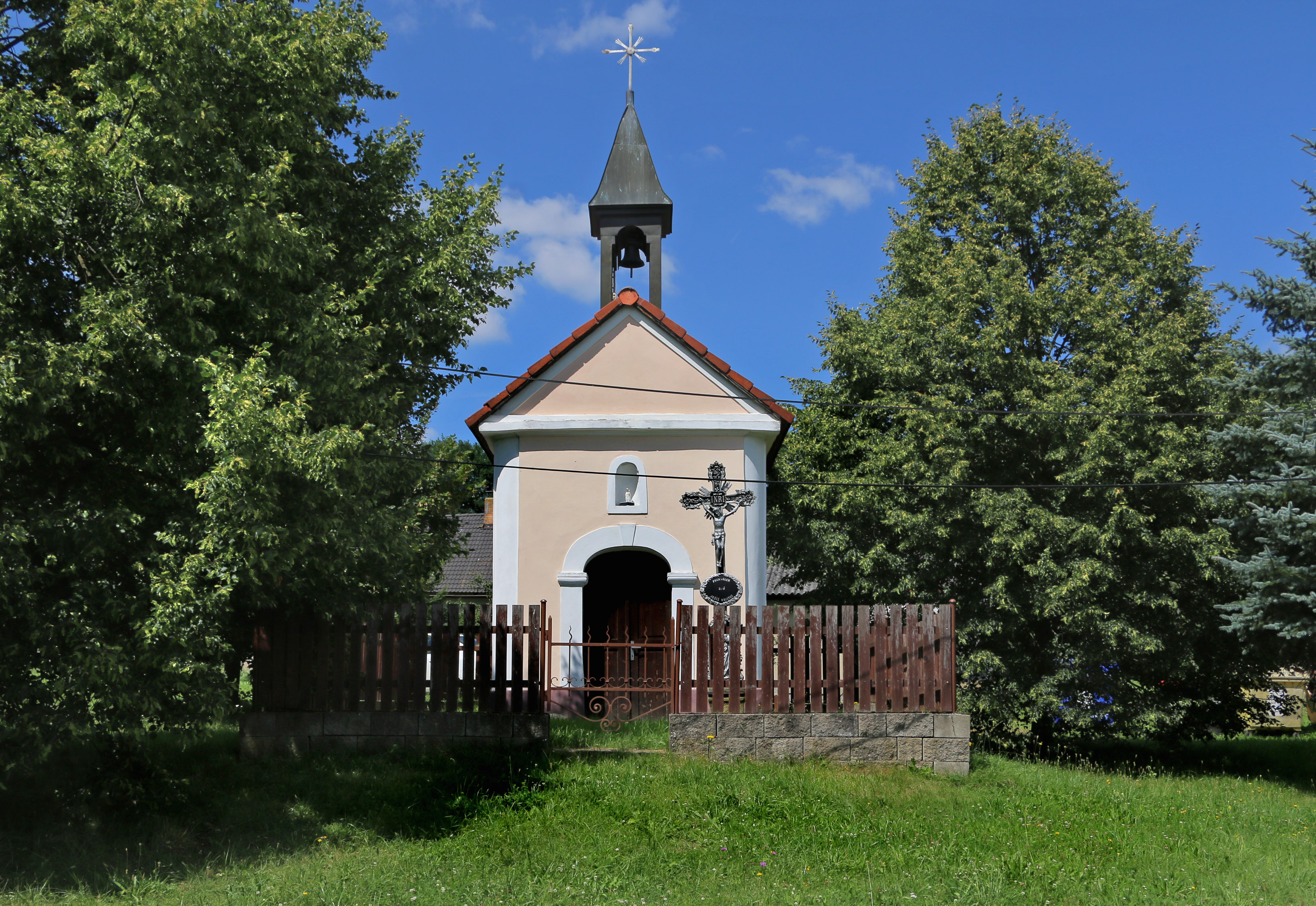
Kaple nad návsí
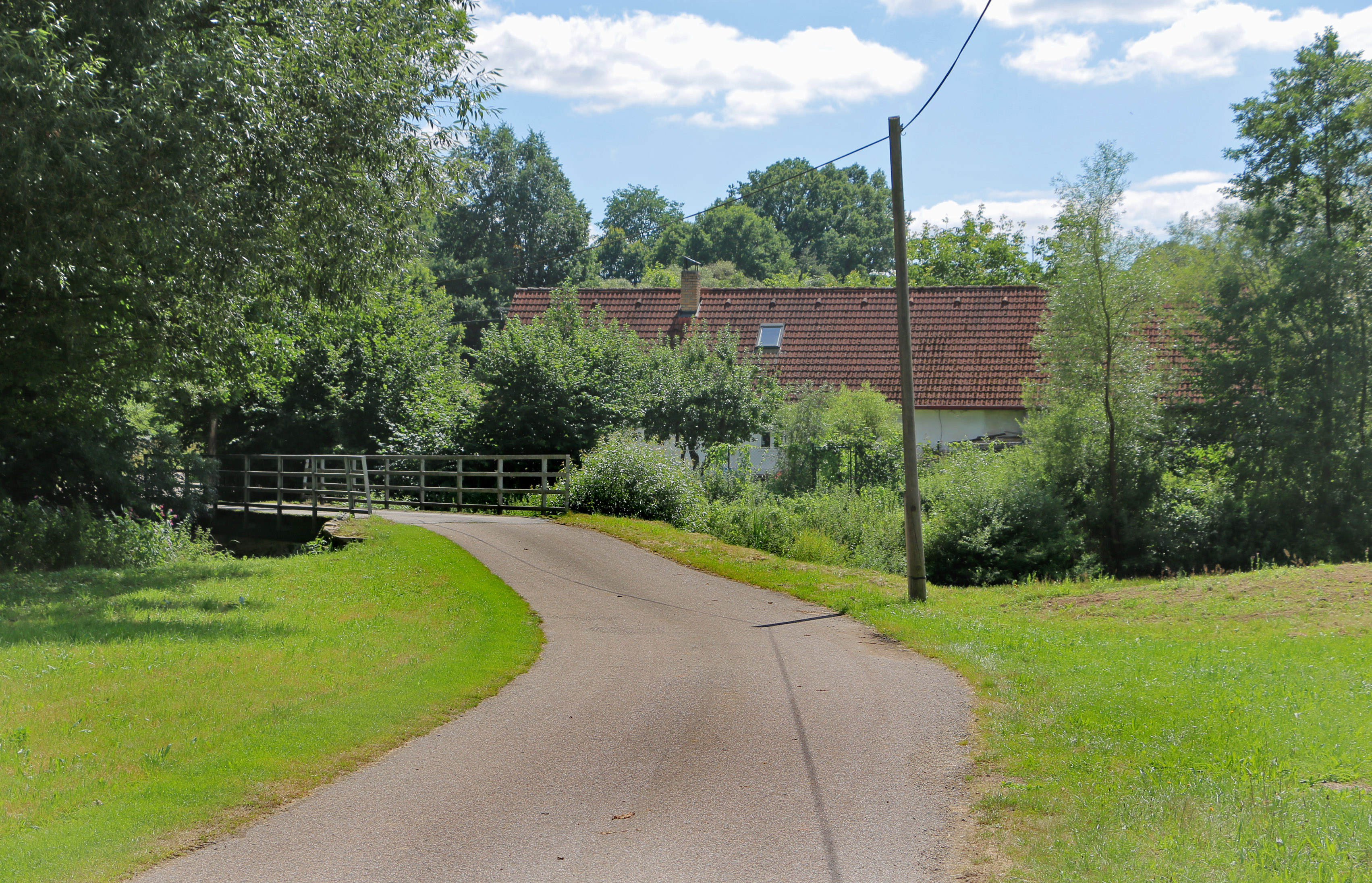
Most přes Chotýšanku
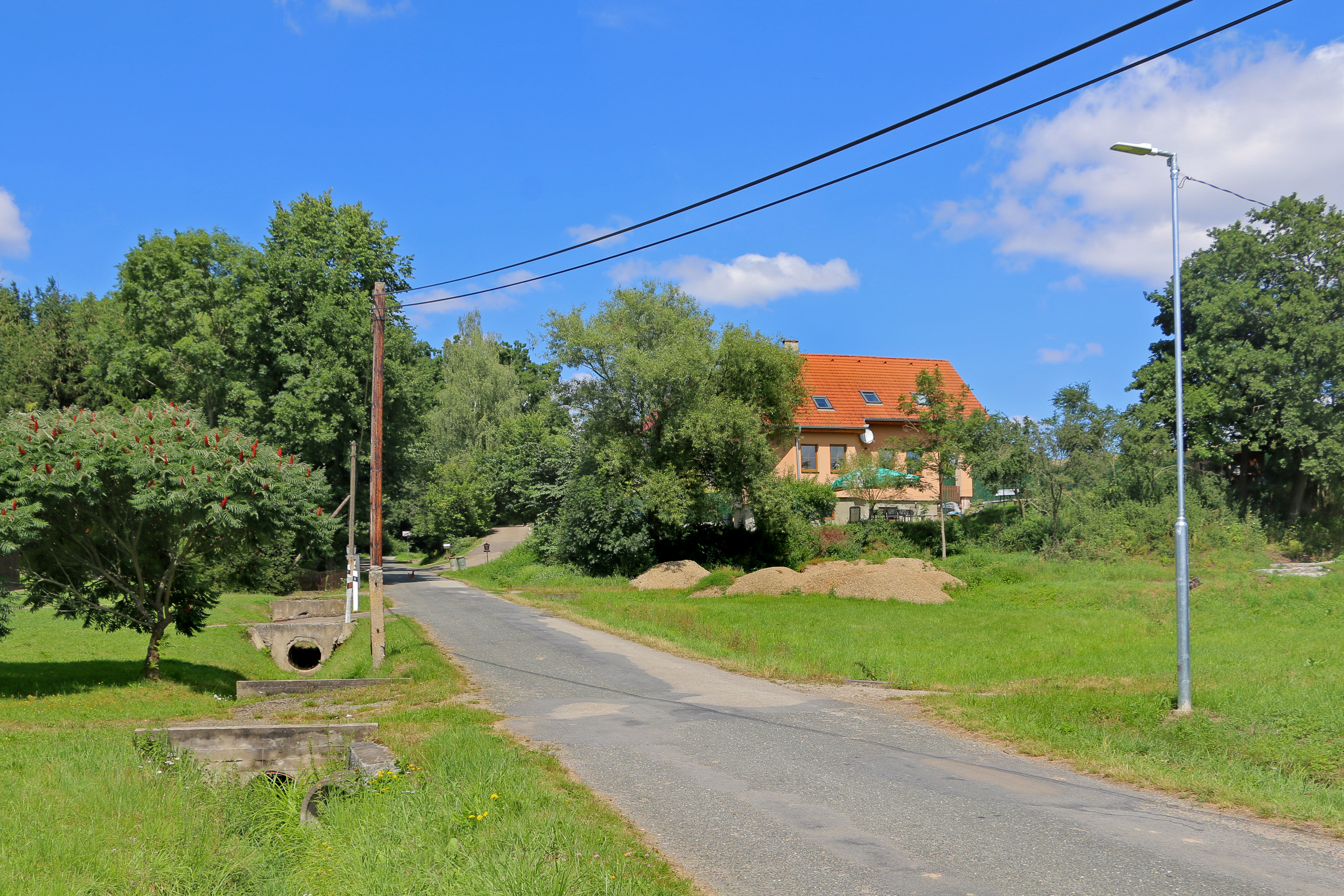
Severní část vesnice